# Гильбертово пространство
Ги́льбертово простра́нство — обобщение евклидова пространства, допускающее бесконечную размерность и полное по метрике, порождённой скалярным произведением.
Названо в честь Давида Гильберта.
Важнейшим объектом исследования в гильбертовом пространстве являются линейные операторы. Само понятие гильбертова пространства сформировалось в работах Гильберта и Шмидта по теории интегральных уравнений, а абстрактное определение было дано в работах фон Неймана, Риса и Стоуна по теории эрмитовых операторов.

## Определение
Гильбертово пространство — линейное (векторное) пространство (над полем вещественных или комплексных чисел), в котором:
- указано правило, которое позволяет определить для любых двух элементов пространства {\displaystyle x} и {\displaystyle y} их скалярное произведение {\displaystyle (x,y)};
- это правило удовлетворяет следующим требованиям:
  - {\displaystyle (y,x)=(x,y)} (переместительный закон в вещественном гильбертовом пространстве) или {\displaystyle (y,x)={\overline {(x,y)}}} (переместительный закон в комплексном гильбертовом пространстве, черта означает знак комплексного сопряжения)[3];
  - {\displaystyle (x_{1}+x_{2},y)=(x_{1},y)+(x_{2},y)} (распределительный закон);
  - {\displaystyle (\lambda x,y)=\lambda (x,y)} для любого вещественного числа {\displaystyle \lambda };
  - {\displaystyle (x,x)>0} при {\displaystyle x\neq 0} и {\displaystyle (x,x)=0} при {\displaystyle x=0}.
- которое является полным относительно порождённой этим скалярным произведением метрики {\displaystyle d(x,y)=\|x-y\|={\sqrt {(x-y,x-y)}}}. Если условие полноты пространства не выполнено, то говорят о предгильбертовом пространстве. Однако большинство из известных (используемых) пространств либо являются полными, либо могут быть пополнены.

Таким образом, гильбертово пространство есть банахово пространство (полное нормированное пространство), норма которого порождена положительно определённым скалярным произведением и определяется как {\displaystyle \|x\|={\sqrt {(x,x)}}}
Норма в произвольном нормированном пространстве может порождаться некоторым скалярным произведением тогда и только тогда, когда выполнено следующее равенство (тождество) параллелограмма:
{\displaystyle (\forall x,y\in H)\quad \|x+y\|^{2}+\|x-y\|^{2}=2(\|x\|^{2}+\|y\|^{2}).}
Если удовлетворяющее тождеству параллелограмма банахово пространство является вещественным, то отвечающее его норме скалярное произведение задаётся равенством
{\displaystyle (x,y)=\left\|{\dfrac {x+y}{2}}\right\|^{2}-\left\|{\dfrac {x-y}{2}}\right\|^{2}.}
Если это пространство является комплексным, то отвечающее его норме скалярное произведение задаётся равенством
{\displaystyle (x,y)=\left\|{\dfrac {x+y}{2}}\right\|^{2}-\left\|{\dfrac {x-y}{2}}\right\|^{2}+i\left\|{\dfrac {x+iy}{2}}\right\|^{2}-i\left\|{\dfrac {x-iy}{2}}\right\|^{2}} (поляризационное тождество).

## Неравенство Коши — Буняковского. Ортогональность
В гильбертовом пространстве важное значение имеет неравенство Коши — Буняковского:
{\displaystyle |(x,y)|\leqslant \|x\|\|y\|}.
Это неравенство в случае вещественного гильбертова пространства даёт возможность определить угол {\displaystyle \varphi } между двумя элементами x и y по следующей формуле
{\displaystyle \cos \varphi ={\frac {(x,y)}{\|x\|\|y\|}}}.
В частности, если скалярное произведение равно нулю {\displaystyle (x,y)=0}, а сами элементы являются ненулевыми, то угол между этими элементами равен {\displaystyle 90^{\circ }}, что соответствует ортогональности элементов x и y. Понятие ортогональности вводится и в комплексном гильбертовом пространстве с помощью соотношения {\displaystyle (x,y)=0}. Для обозначения ортогональности элементов используется символ {\displaystyle \perp }. Два подмножества {\displaystyle M} и {\displaystyle N} гильбертова пространства ортогональны {\displaystyle (M\perp N)}, если любые два элемента {\displaystyle f\in M}, {\displaystyle g\in N} ортогональны.
Для попарно ортогональных векторов справедлива теорема Пифагора (обобщённая):
{\displaystyle \left\|\sum _{i}x_{i}\right\|^{2}=\sum _{i}\|x_{i}\|^{2}}.
Множество всех элементов пространства, ортогональных некоторому подмножеству {\displaystyle A}, является замкнутым линейным многообразием (подпространством) и называется ортогональным дополнением этого множества.
Подмножество элементов называется ортонормированной системой, если любые два элемента множества ортогональны и норма каждого элемента равна единице.

## Базисы и размерность гильбертова пространства
Система векторов гильбертова пространства является полной, если она порождает всё пространство, то есть если произвольный элемент пространства может быть сколь угодно точно приближен по норме линейными комбинациями элементов этой системы. Если в пространстве существует счётная полная система элементов, то пространство является сепарабельным — то есть имеется счётное всюду плотное множество, замыкание которого по метрике пространства совпадает со всем пространством.
Эта полная система {\displaystyle \{e_{i}\}} является базисом, если каждый элемент пространства можно представить как линейную комбинацию элементов этой системы, причём однозначно. В общем случае банаховых пространств из полноты и линейной независимости элементов системы не следует, что это базис. Однако в случае сепарабельных гильбертовых пространств полная ортонормированная система {\displaystyle \{e_{i}\}} является базисом. Для того чтобы ортонормированная система была полна в сепарабельном гильбертовом пространстве, необходимо и достаточно, чтобы не существовало ненулевого элемента, ортогонального всем элементам ортонормированной системы. Таким образом, для каждого элемента {\displaystyle f} пространства имеет место разложение по ортонормированному базису {\displaystyle \{e_{i}\}}:
{\displaystyle f=\sum _{i=1}^{\infty }\alpha _{i}e_{i}=\sum _{i=1}^{\infty }(f,e_{i})e_{i}}.
Коэффициенты разложения {\displaystyle \alpha _{i}=(f,e_{i})} называют коэффициентами Фурье. При этом для нормы элемента выполнено равенство Парсеваля:
{\displaystyle \|f\|^{2}=\sum _{i=1}^{\infty }|(f,e_{i})|^{2}}.
Все ортонормированные базисы в гильбертовом пространстве имеют одинаковую мощность, что позволяет определить размерность гильбертова пространства как размерность произвольного ортонормированного базиса (ортогональная размерность). Гильбертово пространство сепарабельно тогда и только тогда, когда имеет счётную размерность.
Размерность пространства также можно определить как наименьшую из мощностей подмножеств гильбертова пространства {\displaystyle H}, для которых замыкание линейной оболочки совпадает с {\displaystyle H}.
Любые два гильбертовы пространства, имеющие одинаковую размерность, изоморфны. В частности, любые два бесконечномерные сепарабельные гильбертовы пространства изоморфны друг другу и пространству квадратично-суммируемых последовательностей {\displaystyle \ell ^{2}}.
Существуют несепарабельные гильбертовы пространства — пространства, в которых нет счётного базиса. В частности, интересен пример несепарабельного пространства {\displaystyle L^{2}} со специальной мерой.

## Ортогональные разложения
Пусть {\displaystyle L} — некоторое подпространство в гильбертовом пространстве {\displaystyle H}. Тогда для любого элемента {\displaystyle f\in H} справедливо единственное разложение {\displaystyle f=g+h}, где {\displaystyle g\in L}, а {\displaystyle h\perp L}. Элемент {\displaystyle g} называется проекцией элемента {\displaystyle f} на {\displaystyle L}. Совокупность элементов {\displaystyle h}, ортогональных подпространству {\displaystyle L}, образует (замкнутое) подпространство {\displaystyle M}, являющееся ортогональным дополнением подпространства {\displaystyle L}.
Говорят, что пространство {\displaystyle H} разложено в прямую сумму подпространств {\displaystyle L} и {\displaystyle M}, что записывается как {\displaystyle H=L\oplus M}. Аналогично можно записать {\displaystyle L=H\ominus M}.

## Пространство линейных функционалов
Пространство линейных непрерывных (ограниченных) функционалов также образует линейное пространство и называется сопряжённым пространством.
Имеет место следующая теорема Риса об общем виде ограниченного линейного функционала в гильбертовом пространстве: для любого линейного ограниченного функционала {\displaystyle f} на гильбертовом пространстве {\displaystyle H} существует единственный вектор {\displaystyle y\in H} такой, что {\displaystyle f(x)=(x,y)} для любого {\displaystyle x\in H}. При этом норма линейного функционала {\displaystyle f} совпадает с нормой вектора {\displaystyle y}:
{\displaystyle \|f\|=\sup _{\|x\|=1}|f(x)|={\sqrt {(y,y)}}}.
Из теоремы следует, что пространство линейных ограниченных функционалов над гильбертовым пространством {\displaystyle H} изоморфно самому пространству {\displaystyle H}.

## Линейные операторы в гильбертовых пространствах
Линейный оператор {\displaystyle A} может быть представлен в данном базисе матричными элементами единственным образом: {\displaystyle a_{ij}=(Ae_{i},e_{j})}.
Линейный оператор {\displaystyle A^{*}} называется сопряжённым к оператору {\displaystyle A}, если для любых элементов {\displaystyle x} и {\displaystyle y} выполнено равенство {\displaystyle (Ax,y)=(x,A^{*}y)}. Норма сопряжённого оператора равна норме самого оператора.
Линейный ограниченный оператор называется самосопряжённым (симметрическим), если {\displaystyle A^{*}=A}.
Оператор {\displaystyle P}, определённый на всем пространстве, который каждому элементу ставит в соответствие его проекцию на некоторое подпространство, называется проектирующим оператором (оператором проектирования).
Проектор — это такой оператор, что {\displaystyle P^{2}=P}. Если, кроме того, проектор {\displaystyle P} является самосопряжённым оператором, то он является и ортогональным проектором. Произведение двух проектирующих операторов является проектирующим тогда и только тогда, когда они перестановочны: {\displaystyle P_{1}P_{2}=P_{2}P_{1}}.

## Свойства
- Теорема представлений Риса: для любой ортонормированной системы векторов {\displaystyle {\lbrace \phi _{i}\rbrace }_{i=1}^{\infty }} в гильбертовом пространстве {\displaystyle H} и числовой последовательности {\displaystyle {\lbrace C_{i}\rbrace }_{i=1}^{\infty }}, такой что {\displaystyle \sum _{i=1}^{\infty }C_{i}^{2}<\infty }, в {\displaystyle H} существует такой элемент {\displaystyle u}, что {\displaystyle C_{i}=\left(u,\phi _{i}\right)} и {\displaystyle {\left\Vert u\right\Vert }^{2}=\sum _{i=1}^{\infty }{\left(u,\phi _{i}\right)}^{2}}.
- Гильбертовы пространства порождают строго нормированные пространства.

## Примеры
Базовый пример — евклидово пространство.
Пространство квадратично-суммируемых последовательностей {\displaystyle \ell ^{2}}: его точки суть бесконечные последовательности вещественных чисел {\displaystyle x=\{x_{n}\}_{n=1}^{\infty }}, для которых сходится ряд {\displaystyle \sum _{n=1}^{\infty }|x_{n}|^{2}}, скалярное произведение на нём задаётся равенством:
{\displaystyle (x,y)=\sum _{n=1}^{\infty }x_{n}y_{n}}.
Пространство {\displaystyle L^{2}[a,b]} измеримых функций с вещественными значениями на отрезке {\displaystyle [a,b]} с интегрируемыми по Лебегу квадратами — то есть таких, что интеграл
{\displaystyle \int \limits _{a}^{b}\!|f|^{2}\,dx}
определён и конечен, притом функции, отличающиеся между собой на множестве меры нуль, отождествляются между собой (то есть формально {\displaystyle L^{2}[a,b]} есть соответствующее множество классов эквивалентностей). Скалярное произведение на этом пространстве задаётся равенством:
{\displaystyle (f,g)=\int \limits _{a}^{b}\!f{g}\,dx}.
Для пространств {\displaystyle \ell ^{2}} и {\displaystyle L^{2}[a,b]} над полем комплексных чисел, последовательностей комплексных чисел и комплекснозначных функций определение скалярного произведения отличается лишь комплексной сопряжённостью второго сомножителя:
{\displaystyle (x,y)=\sum _{n=1}^{\infty }x_{n}{\overline {y}}_{n}};
{\displaystyle (f,g)=\int \limits _{a}^{b}\!f{\overline {g}}\,dx}.